# Monique Cara
Pour les articles homonymes, voir Cara.
Monique Cara est une journaliste, animatrice et productrice française née à Oran.
Créatrice de nombreux programmes pour la télévision française, elle réalise en 1979 les premiers reportages en caméra cachée pour le magazine d'information C'est la vie avec Noël Mamère sur Antenne 2 puis, en avril 1985, invente le concept des bêtisiers. Spécialiste des émissions « d'accompagnement », elle met en place pour France 2 les programmes du matin en 1987 avec Matin Bonheur,.

## Biographie
Née en Algérie d’un père colonel de gendarmerie, elle passe toute son enfance et son adolescence entre la France (Mont-de-Marsan, Meaux) et l'Afrique (Maroc, Sénégal, Djibouti...). Titulaire d’une licence de lettres classiques, elle se dirige tout d’abord vers l’enseignement du français-latin avant de bifurquer définitivement vers le journalisme.
Elle fait ses débuts en 1969 au Parisien libéré dans la rubrique « chiens écrasés », passage obligé pour tout journaliste débutant.
Puis, en 1972, c’est l'ORTF avec France Culture d’abord puis la rédaction de France Inter en 1973. En 1977, elle entre à la rédaction d'Antenne 2 puis aux programmes de France 2 où elle restera jusqu'en 1996 avant de poursuivre sa carrière en tant que journaliste productrice indépendante.

## Carrière

### Presse écrite
- 1968-1971 : rédactrice au Parisien libéré

### Radio
- 1971-1972 : rédaction des bulletins d'information téléphonée sur France Culture
- 1972-1974 : journaliste reporter, présentatrice des flashs et des journaux du matin sur France Inter
- 1974-1977 : reporter pour le magazine Questions pour un samedi de Louis Bériot, avec François Bonnemain. Elle y invente le reportage à « micro caché » ; la presse la surnomme « l’espionne de France Inter ».

### Télévision
- 1972-1974 : grand reporter pour La France défigurée de Michel Péricard et Louis Bériot sur TF1
- septembre 1977 : entrée à Antenne 2 à la demande de Jean-Pierre Elkabbach et Louis Bériot
- 1977-1981 : chroniqueuse et animatrice aux côtés de Noël Mamère du magazine de la rédaction C'est la vie[1]. Elle signe de grandes enquêtes sociales (elle est la première à poser le problème du handicap dans la ville). Pour la première fois, l’émission est traduite en langage des signes pour les sourds et malentendants
- 1980-1981 : présentatrice du journal de 23 heures (Antenne 2)
- 1981 : rédactrice en chef de la rédaction  (Antenne 2)
- 1981-1986  : Production et animation de Un temps pour tout[1] avec Alain Valentini sous la direction de Pascale Breugnot : une heure et demie de direct l’après-midi. Un nouveau type de programme qui mélange, pour la première fois à la télévision information et variétés.
- avril 1985 : création et production avec Alain Valentini de Perles de stars, le premier bêtisier de la télévision.
- 1986-1995 : production du bêtisier annuel de la télévision programmé le 31 décembre de chaque année.
- avril 1987-décembre 1996 : Création et production de Matin Bonheur[1], première émission matinale de télévision d’accompagnement qui s’intéresse à la ménagère de moins et de plus de 50 ans. Faisant suite à Télématin, le programme diffusé en direct dure trois heures (de 9 heures à midi) les premières années. Il est tour à tour animé par Virginia Crespeau, Thierry Beccaro, Michel La Rosa, Lionel Cassan et Olivier Minne[3].
- novembre 1989 : nommée « responsable de l’unité des programmes d’accompagnement », crée pour elle. Elle prend en charge, outre les matinées, les après-midis et les samedis matin.
- janvier 1990 : lancement de plusieurs programmes de journée
  - Les Démons de midi, magazine quotidien polémique de divertissement présenté par Paul Wermus
  - Bonne question, merci de l'avoir posée, jeu quotidien présenté par Lionel Cassan
  - Après-midi Show, magazine quotidien de divertissement présenté par Thierry Beccaro
  - C'est à vous, magazine hebdomadaire d'auto-promotion des programmes de la chaîne présenté par Joseph Poli
  - Sucré salé, magazine culturel du samedi matin présenté par Catherine Ceylac
  - Villa de stars, magazine hebdomadaire de divertissement diffusé le samedi en fin d'après-midi présenté par Michel La Rosa
  - Le Journal quotidien des sourds et malentendants
- juillet 1991 : nommée directrice artistique de l’unité des programmes d’accompagnement et mise à l'antenne de nouveaux programmes :
  - Samedi Bonheur, prolongement du Matin Bonheur   présenté le samedi par Thierry Beccaro
  - Samedi Aventure, magazine hebdomadaire du voyage et de l'aventure présenté par Didier Régnier
  - Le Magazine de l'emploi, magazine de services hebdomadaire  présenté par Daniela Lumbroso
- juillet 1995 : Troc-moi tout, magazine hebdomadaire qui s'intéresse aux vide-greniers  présenté par  Sandrine Dominguez
- décembre 1996 : départ de France 2.
- 1997-2000 : crée la société de production Maxime Programming
  - 1998-2000 : Caméra Graffiti, premier magazine hebdomadaire  consacré aux cultures urbaines et à la banlieue, présenté par Rachid Benzine pour France 5[4]
  - 1999 : La Voyance, documentaire pour France 5
  - 2000 Conception pour TPS de 3 services interactifs consacrée à la santé, beauté et forme, au bricolage et au jardinage, et à la nutrition.
- 2001-2002 : Conception d'un projet de chaîne Vivre autrement (ligne éditoriale, grille et contenu) pour le  câble et le satellite
- 2000-2003 : 
  - création et production artistique d'Atmosphère, atmosphère, magazine consacré aux coulisses des tournages des séries et téléfilms, présenté tour à tour par Thierry Beccaro, Philippe Collignon et Éric Jean-Jean sur Festival
  - chargée de mission sur les programmes pour la direction générale de France 2
  - installation des émissions matinales et de Bonjour Cambodge sur TVK la chaîne de télévision nationale cambodgienne pour CFI (Canal France International)
  - Consultante pour Think Twice, société de conseils en audiovisuel
- 2006-2009 : création et production des matinales régionales de France 3 C'est mieux le matin animé par Éric Jean-Jean pour Morgane Production[5]

### Écrits
- Guérisseurs, éd. Mengès, 1985  (ISBN 978-2856202654)
- La Cuisine de Matin Bonheur, éditions n°1, Hachette 1995  (ISBN 2863915940)
- Dictionnaire des francs-maçons illustres avec Marc de Jode, éditions Dervy,  2006  (ISBN 978-2844543868)[6]
- Dictionnaire universel de la Franc-maçonnerie avec Marc de Jode et Jean-Marc Cara, éd. Larousse, 2011  (ISBN 978-2035848406)

## Divers
- Membre fondateur du prix littéraire de la gastronomie Antonin-Carème[7]
- Membre du Press club de France[8]